# Dorothée-Marie d'Anhalt
Dorothée-Marie d'Anhalt (Dessau, 2 juillet 1574 – Weimar, le 18 juillet 1617), était par naissance membre de la Maison d'Ascanie et princesse d'Anhalt. Après son mariage, elle est devenue duchesse de Saxe-Weimar.
Dorothée-Marie était la sixième fille de Joachim-Ernest d'Anhalt, mais la deuxième fille de sa seconde épouse Éléonore (de), fille de Christophe de Wurtemberg et d'Anne-Marie de Brandebourg-Ansbach.

## Biographie
En 1586, âgée de douze ans, Dorothée-Marie a été choisie par son père comme abbesse de Gernrode et Frose pour succéder à sa sœur Agnès-Hedwige d'Anhalt.
En 1593, elle est relevée de son poste d'abbesse pour se marier avec Jean II de Saxe-Weimar. Le mariage a eu lieu à Altenbourg, le 7 janvier de cette même année. Sa nièce Sophie-Élisabeth, fille aînée de son demi-frère Jean-Georges Ier d'Anhalt-Dessau, lui succède comme abbesse.
Pendant les douze années de son mariage, Dorothée-Marie a donné naissance à onze enfants (la dernière Jeanne est née posthume), dont Ernest Ier de Saxe-Gotha et le célèbre général Bernard de Saxe-Weimar.
Dorothée-Marie est décédée des suites des blessures subies lors d'une chute de cheval. Ses funérailles ont eu lieu le 24 août 1617 à Schloss Hornstein (plus tard Wilhelmsburg Château). À cette occasion, la Société des fructifiants a été créée et son frère cadet, Louis d'Anhalt-Köthen, a été nommé premier dirigeant.

## Descendance
Le couple a eu 11 enfants :
- Jean-Ernest Ier de Saxe-Weimar (21 février 1594 – 6 décembre 1626), duc de Saxe-Weimar ;
- Christian-Guillaume (6 avril 1595 – 6 avril 1595) ;
- Frédéric de Saxe-Weimar (mars 1596 – 19 août 1622), tué à la Bataille de Fleurus ;
- Jean (31 mars 1597 – 6 octobre 1604) ;
- Guillaume de Saxe-Weimar (11 avril 1598 – 17 mai 1662), duc de Saxe-Weimar ;
- Albert de Saxe-Eisenach (27 juillet 1599 – 20 décembre 1644), duc de Saxe-Eisenach ;
- Jean-Frédéric de Saxe-Weimar (19 septembre 1600 – 17 octobre 1628) ;
- Ernest Ier de Saxe-Gotha (25 décembre 1601 – 26 mars 1675), duc de Saxe-Gotha-Altenbourg ;
- Frédéric-Guillaume (7 février 1603 – 16 août 1619) ;
- Bernard de Saxe-Weimar (6 août 1604 – 18 juillet 1639), duc de Franconie ;
- Jeanne (14 avril 1606 – 3 juillet 1609).